# Stadio Arechi
Lo stadio Arechi è il principale impianto sportivo di Salerno, sede degli incontri interni dell'Unione Sportiva Salernitana 1919. Costruito tra il 1984 e il 1990 per sostituire l'obsoleto stadio Vestuti, è stato progettato dagli architetti salernitani Vincenzo Della Monica e Giovanni Spezzaferro sul modello inglese.
L'impianto è situato in via Salvador Allende, nel quartiere orientale di San Leonardo, e ha una capienza omologata di circa 31 000 spettatori. Prende il nome dal duca longobardo Arechi II ed è perciò soprannominato "Principe degli stadi".

## Storia
(Maurizio Compagnoni nella telecronaca del derby di Serie B tra Salernitana e Avellino del 6 settembre 2015)
La costruzione dello stadio, avviata nel 1984 e conclusasi nel 1990 (secondo il progetto degli architetti salernitani Vincenzo Della Monica e Giovanni Spezzaferro), si rese necessaria per le condizioni inadeguate dello stadio Donato Vestuti, che sino ad allora aveva accolto le partite interne della Salernitana. Nel 1988 la UEFA diede infatti l'autorizzazione a utilizzare i fondi del mondiale Italia 1990 per costruire il nuovo impianto salernitano. Già nei primi anni ottanta i tifosi avevano chiesto, con manifestazioni di protesta, di intervenire per risolvere la questione relativa allo stadio della Salernitana: il problema fu dunque risolto con la costruzione dell'Arechi.
La struttura venne inaugurata nel settembre del 1990, in occasione della partita giocata contro il Padova, terminata 0-0, che segnò il ritorno dopo 23 anni della Salernitana in Serie B. Nel 1998, dopo che la squadra ottenne la promozione in Serie A, venne effettuata una ristrutturazione di adeguamento dell'impianto. Nel 2019 l'impianto è stato nuovamente ristrutturato per ospitare alcune partite di calcio (tra cui la finale del torneo maschile) della XXX Universiade, e ulteriormente nel 2021 per adeguarlo al campionato di Serie A.

### Il rifacimento del terreno di gioco (2014)
Nel marzo 2014, la Salernitana trovò l'accordo con il comune di Salerno per la ristrutturazione dell'impianto e per la gestione del manto erboso da parte della società granata fino al 2020. I lavori, che hanno previsto il rifacimento dell'impianto di drenaggio, del manto erboso e dei servizi igienici, sono stati finanziati in parte dal comune di Salerno e in parte dalla Salernitana e sono stati effettuati a fasi: prima del concerto di Ligabue del 23 luglio 2014 si è provveduto all'installazione del nuovo sistema di drenaggio, mentre dopo il concerto si è installato il nuovo manto erboso.

### Lavori di adeguamento dell'impianto (2015)
Con la promozione in Serie B ottenuta nel maggio 2015, la società ed il Comune hanno dovuto apportare diverse migliorie per adeguare lo stadio per gli standard della categoria. In particolare si è provveduto ad implementare tabelloni pubblicitari a led al posto di quelli a rullo presenti, a dotare la sala e la tribuna stampa di connessione wireless ad internet gratuita e a numerare i posti dell'impianto. Si è, inoltre, proceduto al completamento della segnaletica interna e della doppia recinzione esterna nella zona di prefiltraggio tra Curva Nord e Distinti. Non sono state toccate invece le torri faro: l'illuminazione prodotta è infatti superiore ai 1200 lux richiesti dalla Serie B.

### Il restyling per le Universiadi (2019)

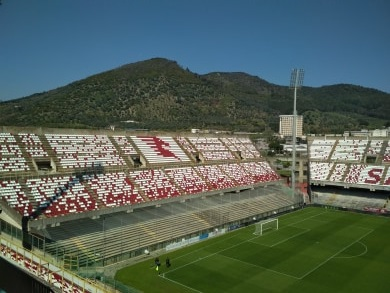
L'interno dello stadio Arechi visto dalla tribuna

Il 14 febbraio 2019, è iniziato il montaggio dei primi nuovi sediolini nel Settore Tribuna dello Stadio Arechi di Salerno in vista delle Universiadi in programma a luglio in Campania.
L’intervento di restyling dello stadio Arechi ha avuto un costo complessivo di 2,7 milioni di euro e ha riguardato la tribuna stampa, l’impianto d’illuminazione, i servizi igienici, la facciata dello stadio, gli interni degli spogliatoi. Inoltre sono stati installati i sediolini in tutti e quattro i settori dell’impianto.
In totale sono stati installati 37 180 sediolini, comprese poltrone comfort in tribuna vip. Sono stati poi posizionati anche nuovi banchetti e postazioni di lavoro in tribuna stampa.

## Dati tecnici

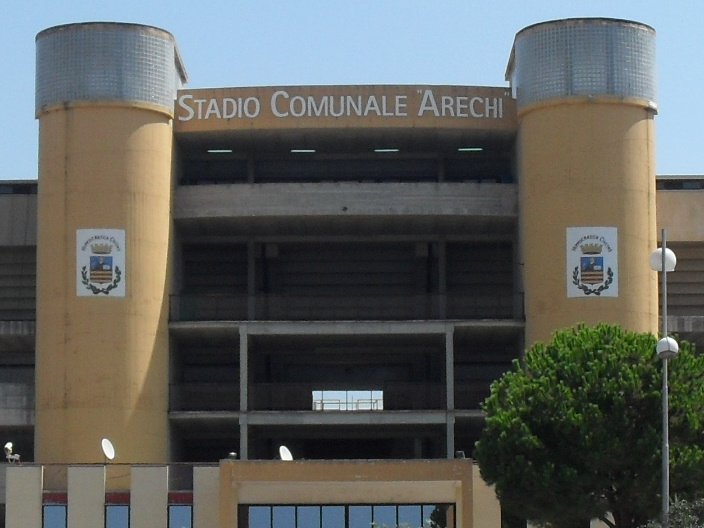
La facciata esterna dello stadio

Lo stadio ha una struttura in cemento armato a pianta rettangolare, con le tribune divise in quattro settori simmetrici (uno per ciascun lato) senza raccordi angolari: il pubblico di casa prende posto nelle due tribune laterali e nella Curva Sud (intitolata dal 2010 al defunto capo ultras Carmine Rinaldi, detto Siberiano). La Curva Nord ha in passato ospitato anche il pubblico di casa, mentre attualmente è riservata solo ai tifosi ospiti (dato che la parte superiore è chiusa).
Il prato è in erba naturale, lungo 105 metri e largo 68. Essendo privo della pista di atletica, non vi sono spazi intermedi tra il campo e gli spalti.
Inizialmente i posti a sedere erano 45 000, ma dopo le modifiche apportate con la ristrutturazione del 1998 la capienza venne aumentata a 50 000 posti, dei quali 205 riservati per la tribuna stampa. A seguito delle modifiche legislative in merito agli stadi, la capienza complessiva si è ridotta a 37 180 posti (di cui 31 300 sono omologati).
All'esterno dello stadio sono presenti grandi parcheggi per le automobili; tutti gli accessi sono dotati di tornelli, introdotti per adeguarsi alle norme del cosiddetto "decreto Pisanu" per la sicurezza degli stadi, i cui lavori di installazione furono avviati nel febbraio 2007 e terminati nell'aprile 2008.
Il 1º aprile 2012 viene inaugurata, alla presenza del sindaco Vincenzo De Luca e dei massimi vertici societari, la nuova sede operativa della Salernitana, situata all'interno dell'impianto.

## Eventi

### Calcio

#### Incontri della nazionale italiana
Lo stadio Arechi è stato sede di tre incontri della nazionale di calcio dell'Italia: la gara di qualificazione al campionato d'Europa 1992 del 1º maggio 1991 contro l'Ungheria, terminata 3-1 in favore degli Azzurri; la gara di qualificazione al campionato d'Europa 1996 del 25 marzo 1995 contro l'Estonia, terminata 4-1 in favore dei padroni di casa; l'amichevole del 18 novembre 1998 contro la Spagna, terminata con il punteggio di 2-2.

#### Coppa UEFA
Allo stadio di Salerno si è tenuto anche un discusso incontro di Coppa UEFA:
- Fiorentina -  Grasshoppers del 4 novembre 1998, terminata 0-3 (a tavolino, dopo il 2-0 ottenuto sul campo dai Viola)

#### Coppa Anglo-Italiana
All'Arechi si sono giocate anche due partite della Coppa Anglo-Italiana 1995-1996:
| Salerno 5 settembre 1995 Fase a gironi - 1ª giornata | Salernitana | 0 – 0 referto | West Bromwich | Stadio Arechi |

| Salerno 8 novembre 1995 Fase a gironi - 3ª giornata         | Salernitana | 2 – 1 referto | Southend Utd | Stadio Arechi |
| \| \| \| \| \| Landini 6’, 53’ \| Marcatori \| 69’ Redis \| |             |               |              |               |
|                                                             |             |               |              |               |
| Landini 6’, 53’                                             | Marcatori   | 69’ Redis     |              |               |

#### Amichevoli internazionali
Inoltre si sono giocate quattro amichevoli:
| Arbitro: | Farina |

|                         |           |  |
| Rodriguez 17’ Sorín 39’ | Marcatori |  |

| Arbitro: | Damato |

|            |           |                                       |
| Amauri 84’ | Marcatori | 45’ Cazorla 52’ Nilmar 80’, 90’ Pirès |

| Salerno 13 agosto 2011 Amichevole | Juventus | 0 – 0 referto | Betis | Stadio Arechi (circa 25 000 spett.)\| Arbitro: \| Celi \| |
| Arbitro:                          | Celi     |               |       |                                                           |

| Arbitro: | Celi |

|               |           |  |
| Matri 3’, 52’ | Marcatori |  |

## Concerti musicali
Allo stadio Arechi si sono tenuti diversi concerti di artisti italiani, tra cui:
- Pooh, 10 giugno 1999 per il "Un posto felice Tour"
- Luciano Ligabue, 12 luglio 2000 per il Tour 1990-2000: 10 anni sulla mia strada
- Vasco Rossi, 1º luglio 2001 per Stupido Hotel Tour
- Renato Zero, 13 luglio 2002 per Prove di Volo Estate Tour
- Claudio Baglioni, luglio 2003 per Tutto in un abbraccio Tour
- Gigi D'Alessio, 10 giugno 2005
- Blue, 22 giugno 2005
- Vasco Rossi, 29 giugno 2005 per  Buoni o Cattivi Tour
- Luciano Ligabue, 18 luglio 2006 per il Nome e cognome tour 2006
- Vasco Rossi, 27 e 28 giugno 2008 per Vasco '08 Live in Concert [21]
- Luciano Ligabue, 30 luglio 2010 per Ligabue, Stadi 2010[22]
- Eros Ramazzotti, 24 luglio 2010 per Ali e Radici[22]
- Jovanotti, 2 luglio 2013 per Backup Tour - Lorenzo negli stadi 2013
- Luciano Ligabue, 23 luglio 2014 per Mondovisione Tour - Stadi 2014
- Tiziano Ferro, 12 luglio 2017 per Il Mestiere della Vita Tour
- Vasco Rossi, 28 e 29 Giugno 2023 per Vasco Live 2023

## Eventi religiosi
L'Arechi ha ospitato anche alcune manifestazioni religiose, tra cui:
- 27º Congresso dei Servi di Cristo Vivo, il 22 luglio 2012[23]

## Trasporti
Lo stadio è raggiungibile in:
- Autobus: Linea 5[24], Linea 8[25], Linea 25[26] e Linea 27[27] della Busitalia Campania
- Con i treni della metropolitana di Salerno, stazione: Stadio Arechi - Azienda Ospedaliera Universitaria.

## Galleria d'immagini

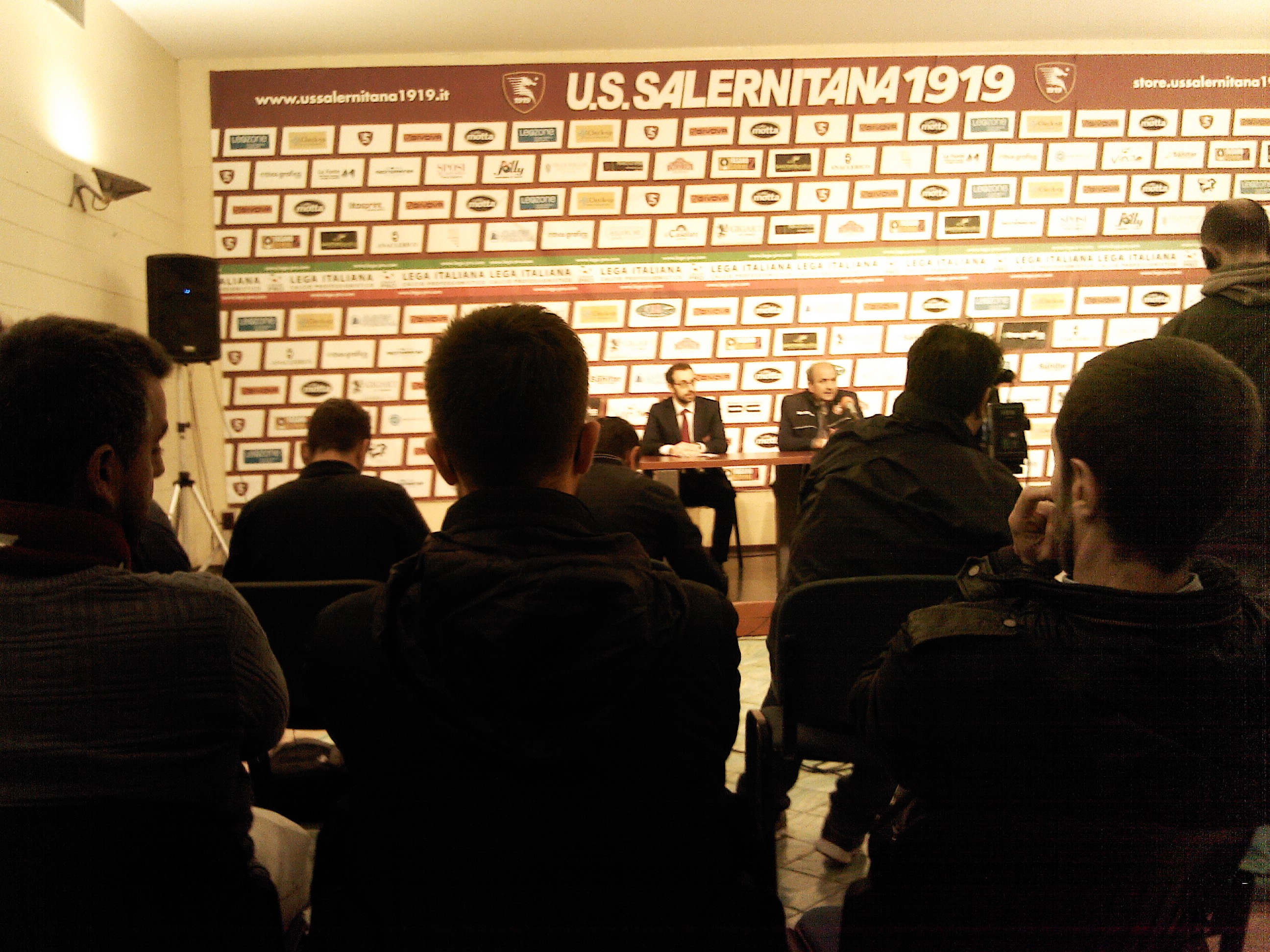
La sala conferenze interna allo stadio
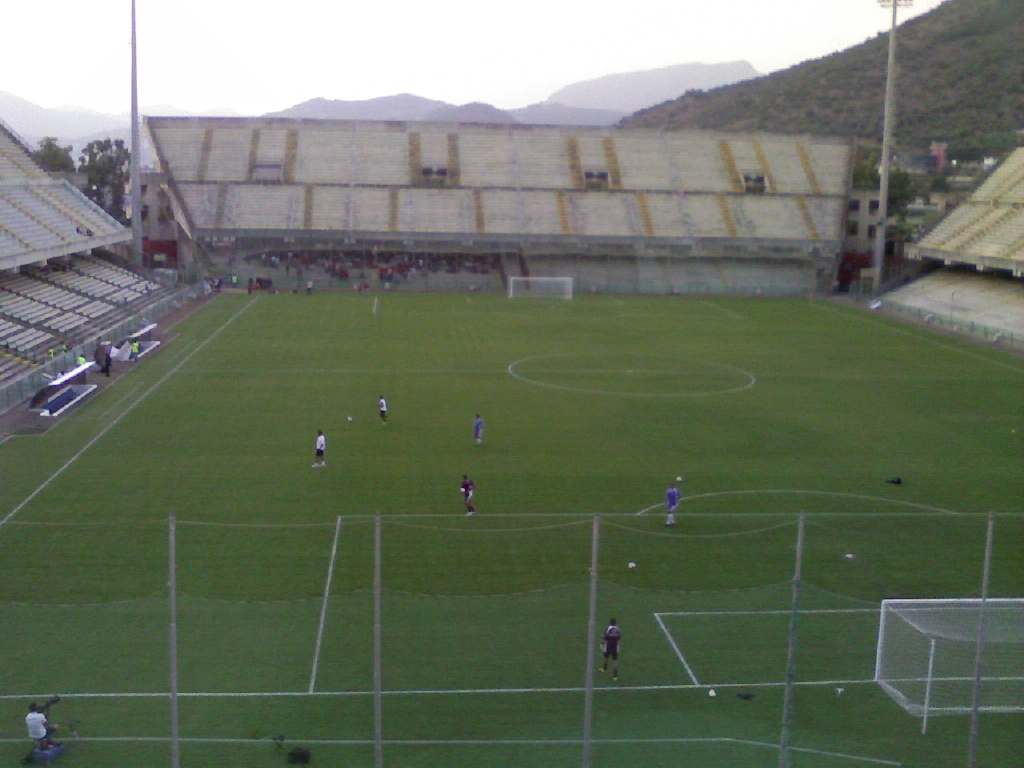
L'interno dell'impianto poco prima del match Salernitana-Benevento, valido per la Coppa Italia 2009-2010
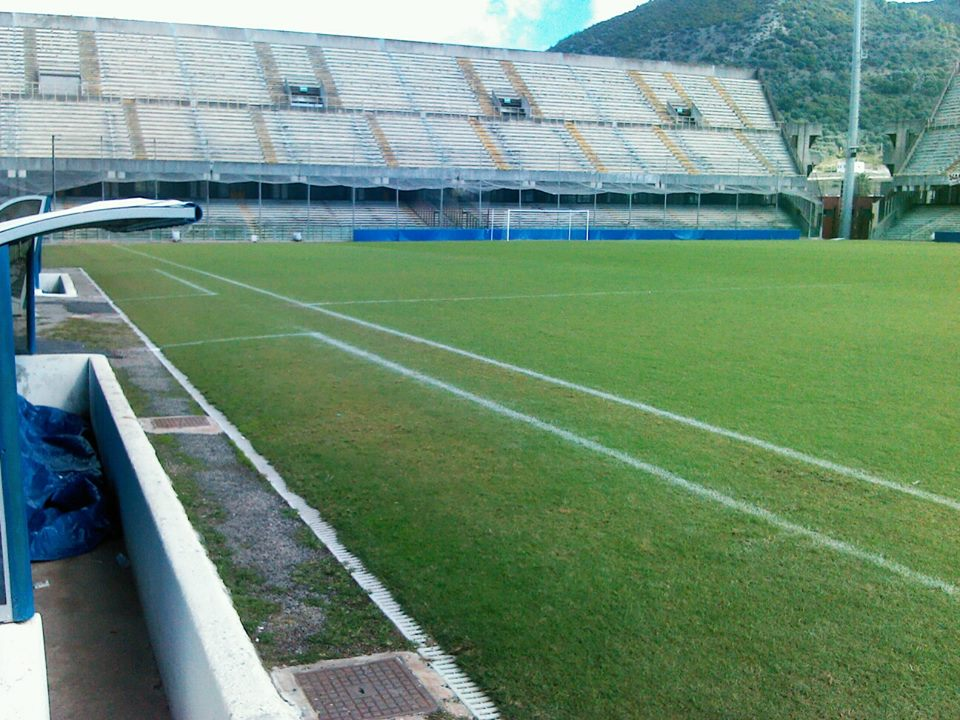
La Curva Nord vista da bordocampo
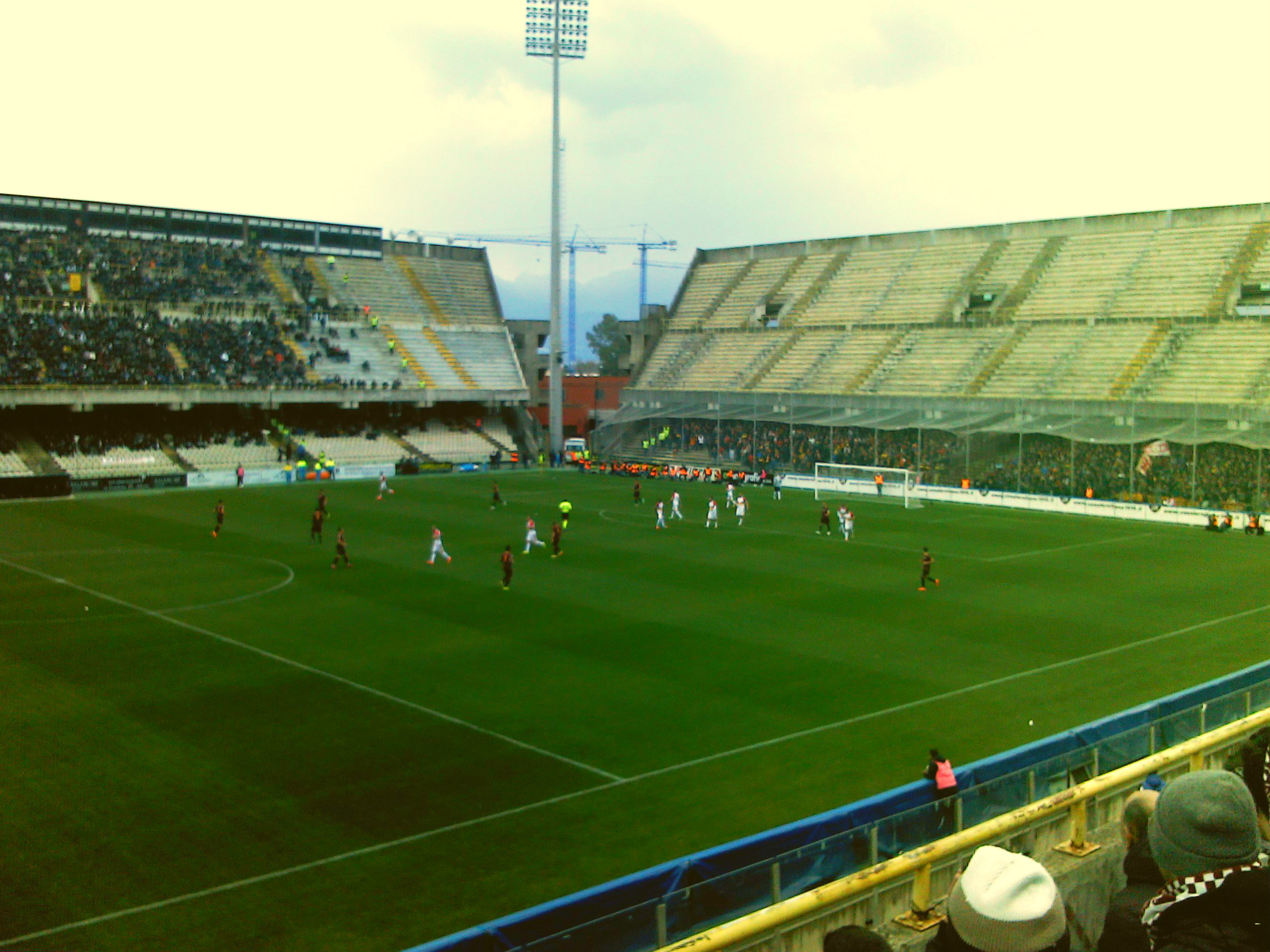
Un derby tra Salernitana e Benevento all'Arechi
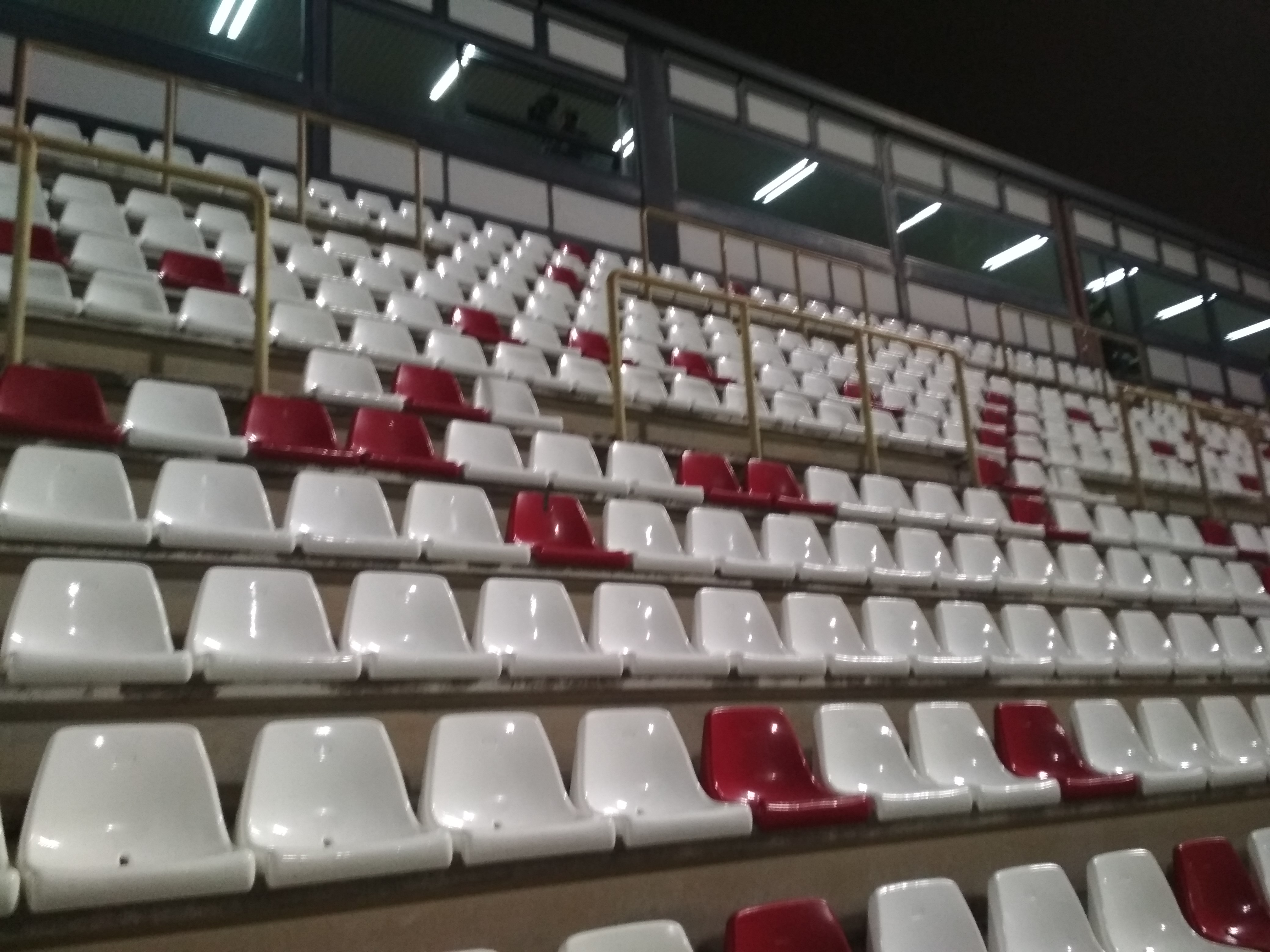
Il settore tribuna con i sediolini installati nel 2019